# Camandona

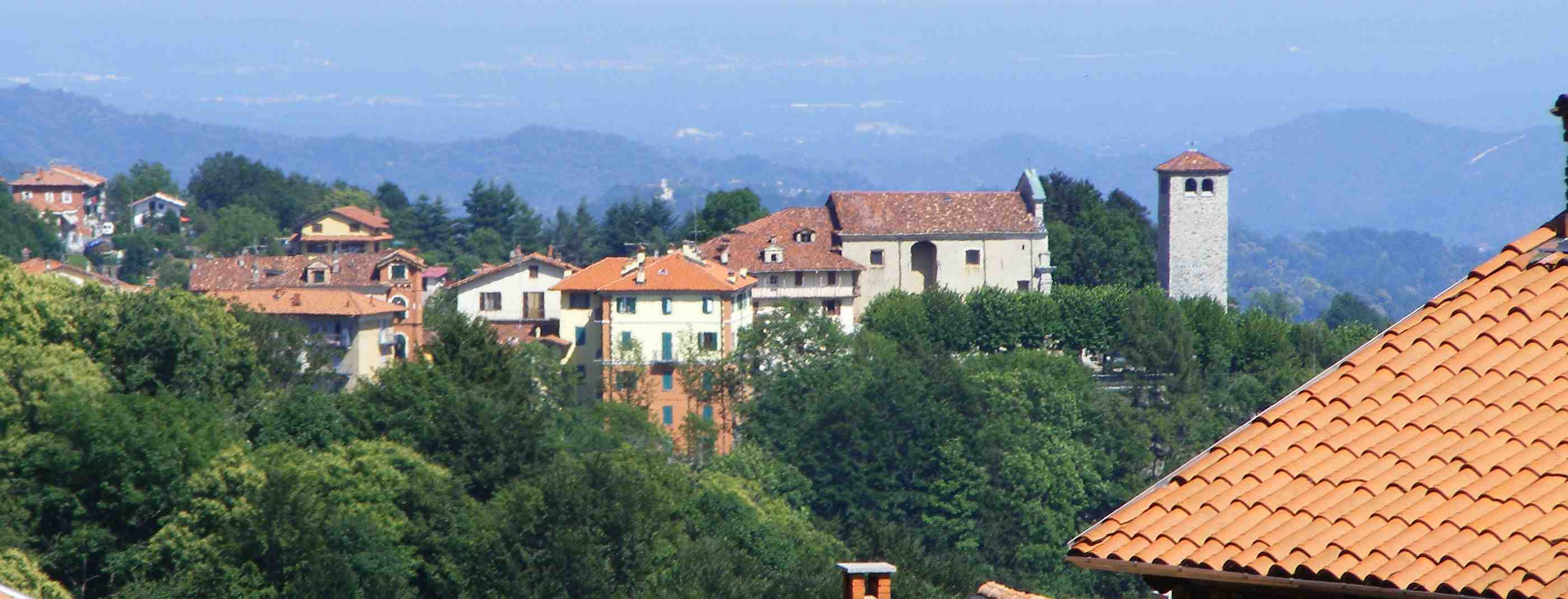
Panorama

Camandona ist eine Gemeinde mit 309 Einwohnern (Stand 31. Dezember 2023) in der italienischen Provinz Biella (BI), Region Piemont.
Die Nachbargemeinden sind Bioglio, Callabiana, Pettinengo, Piatto, Trivero, Vallanzengo, Valle San Nicolao und Veglio.
Das Gemeindegebiet umfasst eine Fläche von neun km².